# Mehdi Fennouche
Mehdi Fennouche (Parigi, 20 febbraio 1993) è un ex calciatore francese naturalizzato algerino, di ruoo attaccante.

## Carriera

### Club
L'8 gennaio 2018 viene acquistato a titolo definitivo dalla squadra bulgara del Černo More Varna.